# Europese kampioenschappen schaatsen afstanden 2024 - Massastart vrouwen
De massastart vrouwen op de Europese kampioenschappen schaatsen 2024 werd verreden op zondag 7 januari 2024 in ijsstadion Thialf in Heerenveen.
Het was de vierde editie van de Europese kampioenschappen afstanden en daarmee ook de vierde editie van de massastart. Titelhouder Irene Schouten moest genoegen nemen met zilver en de titel aan haar ploeggenote Marijke Groenewoud laten.

## Uitslag
| Rang   | Naam                   | Land        | Ronden | Spr. 1 | Spr. 2 | Spr. 3 | Eindsprint | Punten | Tijd    |
| ------ | ---------------------- | ----------- | ------ | ------ | ------ | ------ | ---------- | ------ | ------- |
| Goud   | Marijke Groenewoud     | Nederland   | 16     |        | 3      | 3      | 60         | 66     | 8.08,51 |
| Zilver | Irene Schouten         | Nederland   | 16     |        |        |        | 40         | 40     | 8.09,52 |
| Brons  | Francesca Lollobrigida | Italië      | 16     |        |        |        | 20         | 20     | 8.09,84 |
| 4      | Kaitlyn McGregor       | Zwitserland | 16     |        |        |        | 10         | 10     | 8.11,56 |
| 5      | Sandrine Tas           | België      | 16     | 1      |        |        | 6          | 7      | 8.11,72 |
| 6      | Michelle Uhrig         | Duitsland   | 16     |        | 2      | 2      |            | 4      | 8.15,18 |
| 7      | Ramona Härdi           | Zwitserland | 16     | 3      |        | 1      |            | 4      | 8.28,52 |
| 8      | Fran Vanhoutte         | België      | 16     |        |        |        | 3          | 3      | 8.11,75 |
| 9      | Magdalena Czyszczoń    | Polen       | 16     |        | 1      |        |            | 1      | 8.16,00 |
| 10     | Sofie Karoline Haugen  | Noorwegen   | 16     |        |        |        |            | 0      | 8.13,25 |
| 11     | Josie Hofmann          | Duitsland   | 16     |        |        |        |            | 0      | 8.15,89 |
| 12     | Zuzana Kuršová         | Tsjechië    | 16     |        |        |        |            | 0      | 8.16,92 |
| 13     | Laura Lorenzato        | Italië      | 16     |        |        |        |            | 0      | 8.32,77 |
| 14     | Lucie Korvasová        | Tsjechië    | 13     |        |        |        |            | 0      | DNF     |
| 15     | Olga Piotrowska        | Polen       | 12     |        |        |        |            | 0      | DNF     |
| 16     | Anna Molnar            | Oostenrijk  | 9      | 2      |        |        |            | 2      | DNF     |